# Dani von Wattenwyl
Daniel von Wattenwyl (* 11. September 1972 in Basel; heimatberechtigt in Bern) ist ein Schweizer Fernsehmoderator, Schauspieler und Schriftsteller.

## Leben
Dani von Wattenwyl wuchs im Baselbieter Biel-Benken auf und besuchte nach der Sekundarschule in Oberwil die Diplommittelschule in Basel. Seit 1995 ist er Nachrichtenmoderator bei Telebasel. Ausserdem moderierte er von 1997 bis 2008 die wöchentliche Talkshow Pur. In dieser Funktion begrüsste er in den letzten Jahren regionale, nationale und internationale Prominente und Persönlichkeiten, wie Emil, Sina, Hape Kerkeling oder Viktor Giacobbo. Als Schauspieler stand er unter anderem im Basler Häbsetheater oder im Bernhard-Theater in Zürich auf der Bühne. Von Mai 2007 bis Oktober 2009 moderierte er auf TeleBärn die Sendung Das von Wattenwyl-Gespräch. Von Wattenwyl hat einen Zwillingsbruder.
Von Wattenwyl war auch als Radioredaktor tätig. Von 1999 bis 2004 war er Geschäftsführer von Radio Edelweiss resp. Radio Basel 1. Im Basler Friedrich Reinhardt Verlag hat er seit 2010 vier Thriller veröffentlicht. Von 2013 bis Februar 2025 war Von Wattenwyl Radiomoderator bei Radio Basilisk.
Dani von Wattenwyl steht bis heute als Schauspieler und Autor von Theaterstücken auf der Bühne des Häbsetheaters. Im Herbst 2022 hat Von Wattenwyl zusammen mit Johannes Barth das Häbsetheater vom Gründer und bisherigen Leiter Hansjörg Hersberger abgekauft. Das Häbsetheater wurde zum Kulturhuus umbenannt.
Von Wattenwyl wohnt und arbeitet in Basel. Er ist verheiratet und hat einen Sohn. Von 2002 bis 2010 war er mit der Schauspielerin Caroline Rasser liiert.

## Werke
- Der Maulwurf. Thriller. Reinhardt, Basel 2010, ISBN 978-3-7245-1681-1.
- Die Brigade des Falken. Thriller. Reinhardt, Basel 2011, ISBN 978-3-7245-1698-9.
- Die Patriotenlüge. Thriller. Reinhardt, Basel 2012, ISBN 978-3-7245-1792-4.
- Das Tribunal von Troja. Thriller. Reinhardt, Basel 2015, ISBN 978-3-7245-1988-1.